# Sofía Albertina de Suecia

Sofía Albertina de Suecia. Retrato de Gustav Lundberg.

Sofía Albertina de Suecia (en sueco, Sophia Albertina av Sverige; Estocolmo, 8 de octubre de 1753-ibidem, 17 de marzo de 1829) fue una princesa de Suecia y de Holstein-Gottorp, y princesa-abadesa de Quedlinburg.

## Biografía
Sofía Albertina era la última de los hijos del rey Adolfo Federico de Suecia y de Luisa Ulrica de Prusia. Debía sus nombres a sus abuelas, Sofía Dorotea de Hannover (hija del rey Jorge I de Gran Bretaña), y Albertina Federica de Baden-Durlach.
A los catorce años de edad fue nombrada por su tío, Federico II de Prusia, como coadjutora de la abadía de Quedlinburg. A partir de 1787 ocupó el cargo de abadesa de Quedlinburg y fue la gobernante de ese pequeño estado alemán hasta 1803, año en que el monasterio fue secularizado. Sin embargo, durante su cargo como abadesa, permaneció el mayor tiempo en Suecia.
Sofía Albertina tuvo gran apego a su madre, especialmente cuando la reina viuda fue relegada de la corte por su propio hijo, el rey Gustavo III de Suecia. Aliada de su madre, Sofía Albertina no mantuvo buenas relaciones con su hermano el rey.
En Estocolmo se construyó una residencia para ella, llamada en la actualidad el Palacio del Príncipe Heredero, donde la princesa viviría desde 1794. De acuerdo a su testamento, después de su muerte legó el palacio al príncipe heredero de Suecia, en ese tiempo el príncipe Óscar (futuro Óscar I de Suecia).
Nunca se casó. Pasó sus últimos años en una vida de recogimiento en su palacio. Falleció en Estocolmo el 17 de marzo de 1829, a los 75 años, y fue sepultada en la Iglesia de Riddarholmen.

## Títulos y tratamientos
| ● 8 de octubre de 1753-15 de octubre de 1787:         | Su alteza real la princesa Sofía Albertina de Suecia-Finlandia                                      |
| ● 15 de octubre de 1787-29 de febrero de 1803:        | Su alteza real la princesa Sofía Albertina de Suecia-Finlandia, abadesa de la Abadía de Quedlinburg |
| ● 29 de febrero de 1803-5 de septiembre de 1809:      | Su alteza real la princesa Sofía Albertina de Suecia-Finlandia                                      |
| ● 5 de septiembre de 1809-4 de noviembre de 1814:     | Su majestad la princesa Sofía Albertina de Suecia                                                   |
| ● 4 de noviembre de 1814-17 de marzo de 17 mars 1829: | Su majestad la princesa Sofía Albertina de Suecia y Noruega                                         |

| Predecesor: Ana Amalia de Prusia | Princesa-abadesa de Quedlinburg 1787-1803 | Sucesor: Mediatización |

- Datos: Q261929
- Multimedia: Sophia Albertina of Sweden / Q261929